# Ирдица
Ирди́ца (бел. Ірдзі́ца) — посёлок в составе Лудчицкого сельсовета Быховского района Могилёвской области Республики Беларусь.

## Население
- 2010 год — 284 человека